# انرژی دانا

شرکت انرژی دانا که دفتر مرکزی آن در تهران قرار دارد، شرکتی خصوصی‌ست، بنا شده در سال ۱۳۷۹ ، فعال در بخش‌های گوناگون صنعت انرژی، با سابقه‌ای افزون بر دو دهه. این سازمان خود را نسبت به ایجاد ارزش از طریق افزایش بهره‌وری، تعالی عملیاتی، نوآوری و بازتعریف نقش بخش خصوصی در کشور متعهد می‌داند.
از اصول اساسی فلسفه انرژی دانا، بازشناسی دگرگونی و رشد، به‌عنوان مکانیزم‌های ضروری برای دستیابی به اهداف مهم سازمانی و اجتماعی، است. در باورهای بنیادین این شرکت، منافع پایدار برای مردم کشور -توامان- امری راهبری و وظیفه‌ای اخلاقی‌ تلقی‌ می‌شود. انرژی دانا رشد و پیشرفت معنادار را به‌گونه‌ای یکپارچه در کلیه فعالیت‌های خود دنبال می‌کند؛ یکپارچگی‌ای که از مجرای شیوه‌های نوآورانه، تعهد به تعالی عملیاتی، همکاری سازنده با شرکا، تعامل پویا با ذینفعان و استفاده مسئولانه از منابع انسانی و طبیعی، برای انتفاع اقتصادی، تحقق می‌یابد.
پیشینه انرژی دانا -عمدتاً- بر سه بخش اصلی متمرکز است: اکتشاف و تولید، خدمات میادین نفتی و سرمایه‌گذاری؛ کسب‌وکارهایی که هریک واحدهای کسب‌و‌کاری گوناگونی را در‌بر‌می‌گیرند.

## تاریخچه
انرژی دانا در سال ۱۳۷۹ در تهران به عنوان یک شرکت خصوصی با هدف ارائه خدمات به پروژه‌های بالا دستی نفت و گاز شروع به کار کرد. این شرکت در سال ۱۳۸۱ اولین پروژه حفاری جهت‌دار و ارائه خدمات برای بخش بالادستی نفت را آغاز کرد. در سال ۱۳۸۲، خدمات لرزه‌نگاری در مناطق نفتی جنوب غربی ایران آغاز شد. خدمات حفاری خشکی و اجاره دکل حفاری در سال ۱۳۸۵ آغاز شد. اجرای پروژه‌های حفاری دریا در سال ۱۳۸۷، با قرارداد حفاری ۲۲ چاه در فازهای ۱۵ و ۱۶ پارس جنوبی و در سال ۱۳۸۹ با قرارداد دیگر حفاری ۲۲ چاه در فازهای ۱۷ و ۱۸ پارس جنوبی آغاز شد. یک سال بعد، اولین حضور بین‌المللی انرژی دانا با انجام دو پروژه لرزه‌نگاری در پاکستان صورت گرفت. در سال ۱۳۹۳، تجارت فرآورده‌های نفتی آغاز و در سال ۱۳۹۴، مدل جدید حکمرانی شرکتی جدید راه‌اندازی شد. در سال ۱۳۹۵، صلاحیت انرژی دانا به عنوان یک شرکت E&P در ایران مورد تأیید قرار گرفت. در سال ۱۳۹۶ اولین قرارداد ازدیاد برداشت در قالب قرارداد IPC برای میدان‌های آبان و پایدار غرب امضا شد.
دهه اول (۱۳۷۸-۱۳۸۷)
تنوع‌بخشی، یکپارچگی، بارورسازی
در سال ۱۳۷۹، انرژی دانا ارائه خدمات خود را در بخش بالادستی صنعت نفت کشور آغاز کرد. در سال بعد، شاهد ورود این شرکت به خدمات لرزه‌نگاری در میادین نفتی جنوب غرب ایران بودیم. سال 1385 خدمات حفاری خشکی و عملیات اجاره دکل در انرژی دانا آغاز شد، کمی بعد، در همان سال، عملیات سیمان‌کاری نیز به سبد خدمات شرکت افزوده شد. شایان ذکر است، در سال ۱۳۸۶، این شرکت با گسترش خدمات خود به حفاری چاه، حفاری ۲۲ حلقه چاه در پارس جنوبی، دومین میدان گازی بزرگ جهان، را به انجام رسانید. افزون بر این، در سال ۱۳۸۷، انرژی دانا قراردادی را با مدیریت اکتشاف NIOC، شامل حفاری ۸ حلقه چاه اکتشافی، منعقد کرد؛ قراردادی که منجر به گسترش ناوگان دکل این شرکت شد.
دهه دوم (۱۳۸۸-۱۳۹۷)
کاوش ظرفیت‌ها، پیش‌رانِ آینده
در سال ۱۳۸۸، انرژی دانا پروژه منحصر‌به‌فردی را در زمینه مطالعات ژئوفیزیک و مدل‌سازی مخزن، برای مروارید خلیج فارس آغاز کرد که از بزرگترین عملیات پژوهشی در بخش بالادستی صنعت نفت به شمار می‌آمد. در سال بعد، شرکت انرژی دانا به دومین پروژه حفاری دریایی خود در پارس جنوبی دست یافت؛ پروژه‌ای شامل حفاری ۲۲ حلقه چاه که به‌طور مشهودی منجر به توسعه و تقویت زیرساخت‌های شرکت شد.
در سال ۱۳۹۰، قرارداد گسترده‌ترین پروژه ملی لرزه‌نگاری سه بعدی، معروف به بی‌بی‌حکیمه، با شرکت انرژی دانا منعقد شد. در این سال، شرکت پروژه دیگری را نیز به اجرا در آورد که در مقیاس خاورمیانه ‌کم‌یاب بود؛ مطالعه و توسعه گنبد نمکی نصرآباد، واقع در نزدیکی شهر کاشان، با هدف ایجاد تاسیسات ذخیره‌سازی گاز طبیعی.
در سال ۱۳۹۱، شرکت در راستای تکمیل زنجیره ارزش خود، وارد تجارت فرآورده‌های نفتی شد. پیرو آن در سال ۱۳۹۲، انرژی دانا چشم‌انداز کسب‌وکار خود را در سطح بین‌المللی گسترش داد و دو پروژه لرزه نگاری را در پاکستان، به‌عنوان نخستین پله‌ها در مسیر جهانی شدن، انجام داد. علاوه بر این، دستیابی به اولین کشتی تحریک چاه پیشرفته، بستر گسترش خدمات دریایی شرکت را فراهم کرد.
درست یک‌سال پس از این تحولات، انرژی دانا از مدل جدید حاکمیتی خود رونمایی کرد؛ مدلی از شرکت‌داری که زمینه را برای توسعه و رشد بیشتر فراهم می‌کرد. در همان سال، این شرکت عنوان اولین شرکت خصوصی نفت و گاز ایران، در زمینه اکتشاف و تولید (E&P)، را به خود اختصاص داد. در نهایت، سال ۱۳۹۳ با تکمیل موفقیت‌آمیز اولین پروژه لرزه‌نگاری غیرفعال انرژی دانا به سرانجام رسید.
انرژی دانا در سال ۱۳۹۵، در قالب یک شرکت اکتشاف و تولید، چندین تفاهم‌نامه (MOU) با شرکت‌های برجسته‌ای از جمله OMV و DNO، برای فعالیت‌های توسعه میدان، منعقد کرد. متعاقباً انرژی دانا با مشارکت زاروبژنفت، در اولین عملیات توسعه میدان خود برای میدان آبان پایدار غرب، در سال ۱۳۹۶، وارد شد.
سال ۱۳۹۷، شرکت انرژی دانا با سرمایه‌گذاری مشترک در یک مزرعه خورشیدی ۱۰ مگاواتی واقع در لار استان فارس، به بخشی از تعهدات خود در موضوع پایداری، عمل کرد.
دهه کنونی (۱۳۹۸-اکنون)
نیروبخش ملت‌ها از طریق انرژی
بخش سرمایه‌گذاری انرژی دانا در سال ۱۳۹۸ تاسیس شد تا علاوه بر پشتیبانی مالی از پروژه‌های آتی، نسبت به سرمایه‌گذاری در بخش‌های خاصی از بازارهای انرژی و بهینه‌سازی سبد سرمایه‌گذاری شرکت اقدام کند. در همان سال، انرژی دانا اولین مرکز نوآوری خود را راه اندازی کرد؛ مرکزی که به ترویج فرهنگ نوآوری از طریق تولید ایده، اشتراک‌گذاری و آزمایش آن اختصاص دارد.
در سال ۱۳۹۹، انرژی دانا پروژه سهراب را آغاز کرد؛ پروژه‌ای که اولین سرمایه‌گذاری این شرکت را، در زمینه توسعه میدان، به‌عنوان مجری (Operator) رقم زد و به تقویت کسب‌و‌کار اکتشاف و تولید منجر شد. علاوه بر این، این شرکت با ایجاد یک کارخانه تولید تجهیزات نفتی، با تمرکز ویژه بر رشته‌های تکمیل چاه، خدمات خود را گسترش داد. سال ۱۴۰۰ شرکت اولین پروژه حفاری چاه اکتشافی دریایی خود را، در خلیج فارس، با موفقیت به انجام رساند.
انرژی دانا در سال ۱۴۰۱، کسب‌و‌کار رزوه‌زنی را معرفی کرد که طیف گسترده‌ای از راهکارهای لوله و پوشش را در هر دو اتصال API و Premium ارائه می‌دهد. اقدام دیگر شرکت انرژی دانا در آن سال، آغاز بزرگ‌ترین پروژه جمع‌آوری داده‌های این شرکت، معروف به پروژه هفتکل، است که به دلیل تعدد چشمه‌های لرزه‌ای، از اهمیت ویژه‌ای برخوردار است.
کسب‌وکار راهکارهای دکل در سال ۱۴۰۳ به‌عنوان جدیدترین بخش از خدمات شرکت انرژی دانا در حوزه خدمات حفاری راه‌اندازی شد. این بخش با هدف ارائه راهکارهای نوآورانه در مدیریت، نوسازی، تأمین قطعات و به‌روزرسانی دکل‌های حفاری فعالیت می‌کند و هم‌زمان به پشتیبانی از عملیات داخلی شرکت و ارائه خدمات به مشتریان بیرونی می‌پردازد. راهکارهای دکل با بهره‌گیری از تجربه دو دهه‌ای انرژی دانا در صنعت نفت، همکاری با سازندگان داخلی دارای گواهی API، و پایگاه عملیاتی مستقر در اهواز، در راستای ارتقای تولید ملی، بهینه‌سازی هزینه‌ها، افزایش عمر تجهیزات و ارتقای ایمنی و بهره‌وری دکل‌ها گام برمی‌دارد.

## بازنگری در ساختار و نام تجاری
در آبان‌ماه سال ۱۳۹۴، انرژی دانا با بازنگری در ساختار، از قالب هلدینگ خارج شد و با ساختار متمرکز، تمام بخش‌ها و شرکت‌های زیرمجموعه خود را تحت یک برند واحد متمرکز کرد. این تجدید ساختار، با هدف ایجاد چابکی، هم‌افزایی و افزایش بهره‌وری صورت گرفت.

## صلاحیت E&P
انرژی دانا اولین شرکت خصوصی بود که در تیر ماه ۱۳۹۵ مجوز فعالیت اکتشاف و تولید را از شرکت ملی نفت ایران دریافت کرد.

## عملیات و خدمات

### اکتشاف و تولید
در آذرماه سال ۱۳۸۷، انرژی دانا مذاکرات خود را برای به‌تملک درآوردن پتروایران، بر اساس قانون خصوصی‌سازی، آغاز کرد. این خرید که همسو با استراتژی انرژی دانا، برای بدل شدن به یک شرکت اکتشاف و تولید (E&P)، بود، به سرانجام نرسید.
نهایتا در سال ۱۳۸۸، هیات‌مدیره انرژی دانا، با احراز صلاحیت‌های تعیین‌شده از سوی وزارت نفت، ماموریت راهبردی شرکت را در اخذ گواهی درجه یک برای تبدیل وضعیت انرژی دانا به یک شرکت E&P، تعیین کرد؛ این استراتژی پایه و اساس چشم‌انداز بلندمدت شرکت را، با هدف دستیابی به افزایش قابل توجه تولید تا ۱۰۰ هزار بشکه نفت در روز (BOEPD) در افق سال ۱۴۰۶، از طریق رشدی ارگانیک، ترسیم کرد. 

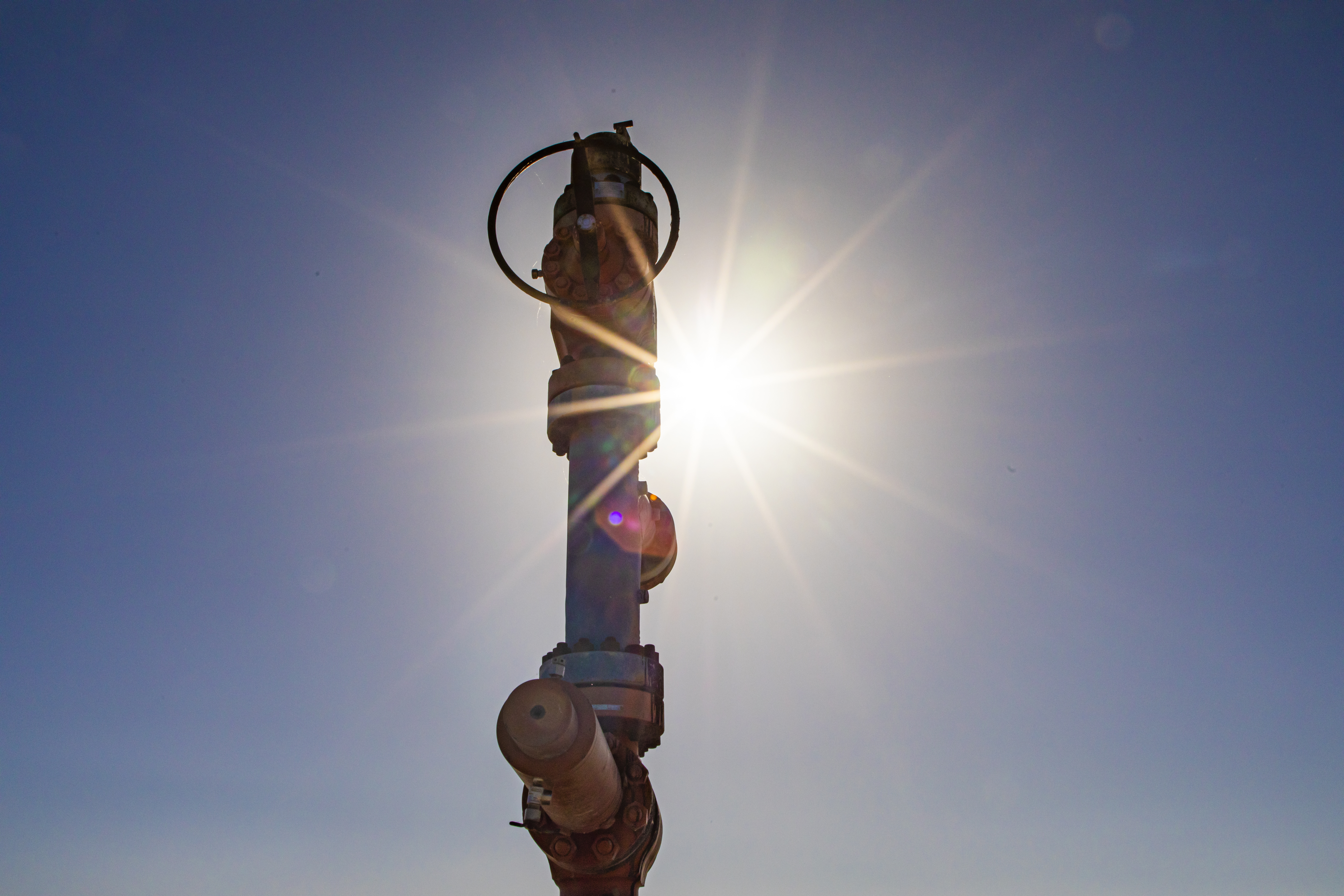
پروژه سهراب

پس از احراز صلاحیت، انرژی دانا تفاهم‌نامه‌هایی را، با چندین شرکت نفتی بین‌المللی، برای مطالعات توسعه میادین نفتی در ایران، به امضا رساند؛ تفاهم‌نامه‌های همکاری با OMV اتریش برای بند کرخه و DNO نروژ برای چنگوله از آن جمله‌اند. افزون بر این موارد، انرژی دانا و شرکایش مطالعات توسعه‌ای را در سایر میادین نفتی مانند آبان و پایدار غرب صورت دادند؛ در این امتداد، تفاهم‌نامه مهم دیگری برای مطالعه توسعه میادین نفتی سپهر و جفیر با شرکت ملی نفت امضا شد.
بخش اکتشاف و تولید (E&P) انرژی دانا با ظرفیت‌های بالفعل و بالقوه خود سبد متنوعی از خدمات را ارائه می‌کند که تولید ۳۶ هزار بشکه نفت در روز (BOPD) را هدف قرار داده و پایه ذخیره‌ای افزون بر ۱۷۰ میلیون بشکه نفت (BOE) را در افق توسعه خود دیده است.
از جمله پروژه‌های مهم انرژی دانا در این بخش‌، توسعه و تولید در میدان‌های نفتی آبان و پایدار غرب بوده است که به‌عنوان غیرمتصدی (Non-Operator) در آنها وارد شد. به‌علاوه، انرژی دانا مجری میدان نفتی سبز سهراب است؛ جایی‌که این شرکت با نگاهی راهبردی از فناوری‌های پیشرفته برای اکتشاف و توسعه منابع نفت و گاز، با پذیرش کامل مسئولیت زیست‌محیطی و اجتماعی خود، استفاده کرده ‌است.
در اردیبهشت ۱۴۰۴، در رویدادی با عنوان «تحول در سرمایه‌گذاری و توسعه در بالادست نفت و گاز ایران»، از شیوه‌نامه تأمین مالی قراردادهای بالادستی صنعت نفت و گاز کشور و نخستین گواهی تعهد پرداخت در این حوزه رونمایی شد. این شیوه‌نامه با مشارکت شرکت ملی نفت ایران، نهادهای مالی، و شرکت‌های اکتشاف و تولید تدوین شده و امکان استفاده از ابزارهایی چون گواهی تعهد پرداخت مبتنی بر تولید آتی و حواله تحویل نفت را برای سرمایه‌گذاران تأییدشده فراهم می‌کند. در همین رویداد، نخستین گواهی تعهد پرداخت به ارزش ۱۰۴ میلیون دلار برای تأمین مالی طرح‌های توسعه‌ای شرکت انرژی دانا در میدان‌های آبان، پایدار غرب و سهراب صادر شد.

##### پروژه سهراب
میدان نفتی سهراب با مساحتی افزون بر ۲۰ هزار هکتار، در نوار مرزی جنوب غرب کشور، گسترش یافته و با میدان نفتی هویزه عراق مشترک است‌. ذخایر این میدان بالغ بر ۲۰۰۰ میلیارد بشکه برآورد شده است. این میدان که پیشتر مطالعات اولیه توسعه و بهره‌برداری در آن، توسط یک شرکت آلمانی، با رویکرد بیشترین فرایند برداشت و راندمان تولید صورت گرفته بود، طی قراردادی ۲۰ ساله در سال ۱۳۹۹ به شرکت انرژی دانا سپرده شده تا به‌عنوان سرمایه‌گذار‌، مجری و بهره‌بردار پروژه‌، برنامه توسعه و‌ تولید و نگهداشت را در میدان نفتی سهراب بر عهده گیرد. در مطالعات این شرکت با رویکرد بهینه‌سازی زیست‌محیطی، علاوه بر کاهش ۳۴ چاه در ۲۵ ول‌پد پیش‌بینی‌شده در طرح اولیه به ۲۲ چاه در ۸ ول‌پد، احداث ۸ کیلومتر جاده دسترسی جدید در منطقه حفاظت شده را به کل منتفی شده است؛ افزون بر این موارد، در طرح انرژی دانا ۶۹ هکتار استحصال تالاب به ۱۸ هکتار کاهش یافته و در شاخص‌های کلیدی دیگری چون مصرف آب و مدیریت پسماند حفاری، عرصه جدید استحصال زمین و طول خطوط لوله جریانی، گام‌های بلندی به نفع محیط زیست و اقتصادی بومی هورالعظیم برداشته شده است.
این پروژه که در پاییز سال ۱۴۰۱-عملا- با آغاز تعهدات انرژی دانا، کلید خورد، در زمستان ۱۴۰۲ و زودتر از برنامه‌زمان‌بندی خود به FTP (اولین تولید نفت) رسید.
در تیرماه ۱۴۰۴، شرکت انرژی دانا اعلام کرد که مجموع تولید نفت از میدان سهراب پس از ۱۶ ماه عملیات مستمر از مرز یک میلیون بشکه عبور کرده است. 

### خدمات میادین نفتی
خدمات میادین نفتی انرژی دانا، طیف وسیعی از محصولات مهندسی‌ساز و خدمات مبتنی بر فناوری‌های مرتبط با فرآیندهای اکتشاف و تولید نفت و گاز بالادستی را ارائه می‌‌دهد. شهرت این شرکت به دلیل خدماتی‌ست که در طول عمر مخزن ارائه می‌کند؛ خدماتی که علاوه بر تضمین عملیات ایمن برای پرسنل و محیط زیست، سودآوری، تولید و بهره‌وری را به حداکثر می‌رساند. این شرکت خط مشی خود را با هدف‌گیری ارائه خدمات با‌کیفیت و به‌موقع، در راستای توسعه راه‌کارهایی برای مواجهه با چالش‌های اکتشاف و تولید، تنظیم کرده است. انرژی دانا در ارائه این خدمات در سطح ملی و منطقه‌ای دارای تجربه فراوانی‌ست که یکی از مهم‌ترین آنها، پروژه پارس جنوبی است. 
بخش خدمات میادین نفتی شمار گسترده‌ای از کسب‌و‌کارها را در بر‌می‌گیرد که عبارتند از خدمات ژئوفیزیک، حفاری ژئوتکنیک، عملیات حفاری، خدمات چاه، مته و تجهیزات درون‌چاهی، تجهیزات نفتی، رزوه‌زنی و راهکارهای دکل.
در سال ۱۴۰۲، شرکت انرژی دانا اسنابینگ (Hydraulic Workover Unit) را به سبد خدمات خود افزود. این دستگاه با ظرفیت کاری ۴۶۰٬۰۰۰ پوند-نیرو (lbf) طراحی شده است و برای انجام عملیات مداخله در چاه به‌صورت کارآمد در میدان‌های خشکی و دریایی مورد استفاده قرار می‌گیرد.
میدان گازی پارس جنوبی
انرژی دانا در مجموع ۴۴ چاه در فازهای ۱۵، ۱۶، ۱۷ و ۱۸ پارس جنوبی به ارزش بیش از ۱٫۷ میلیارد دلار حفاری کرد. این شرکت رکورد حفاری ۴۹۷ متر در روز را برای چاهSPD16-06 به ثبت رساند و همچنین حفاری بیش از ۶۰۰۰ متر را طی کمتر از دو ماه (با کمترین زمان تلف شده) انجام داد. انرژی دانا همچنین در فاز ۱۵، عملیات همزمان (SIMOPS) را انجام داد که شامل حفاری چاه‌های جدید، اسیدکاری و تمیز کردن چاه‌های پایان یافته همزمان با تولید گاز از چاه‌ها بود. این عملیات در منطقه در نوع خود بینظیر بوده و با بالاترین استانداردهای ایمنی به صورت موفق مدیریت شد. انرژی دانا در فازهای، ۱۰، ۱۴، ۱۵، ۱۶، ۱۷، ۱۸، ۲۰ و ۲۱ پارس جنوبی به ارائه خدمات سیمان‌کاری و انگیزش‌چاه پرداخته‌است.

#### خدمات ژئوفیزیک
انرژی دانا در خدمات ژئوفیزیک، به‌سبب تجربه گسترده در پروژه‌های داخلی و بین‌المللی، شناخته شده است. این کسب‌وکار در سال ۱۳۹۱ قرارداد پروژه بی‌بی‌حکیمه، بزرگترین پروژه لرزه‌نگاری سه‌بعدی کوهستانی کشور، را بر عهده گرفت. این پروژه با پوشش ۱۶۲۷ کیلومتر مربعی در جنوب غربی ایران، ۱۰۶,۲۲۲ نقطه شلیک را به ثبت رساند.

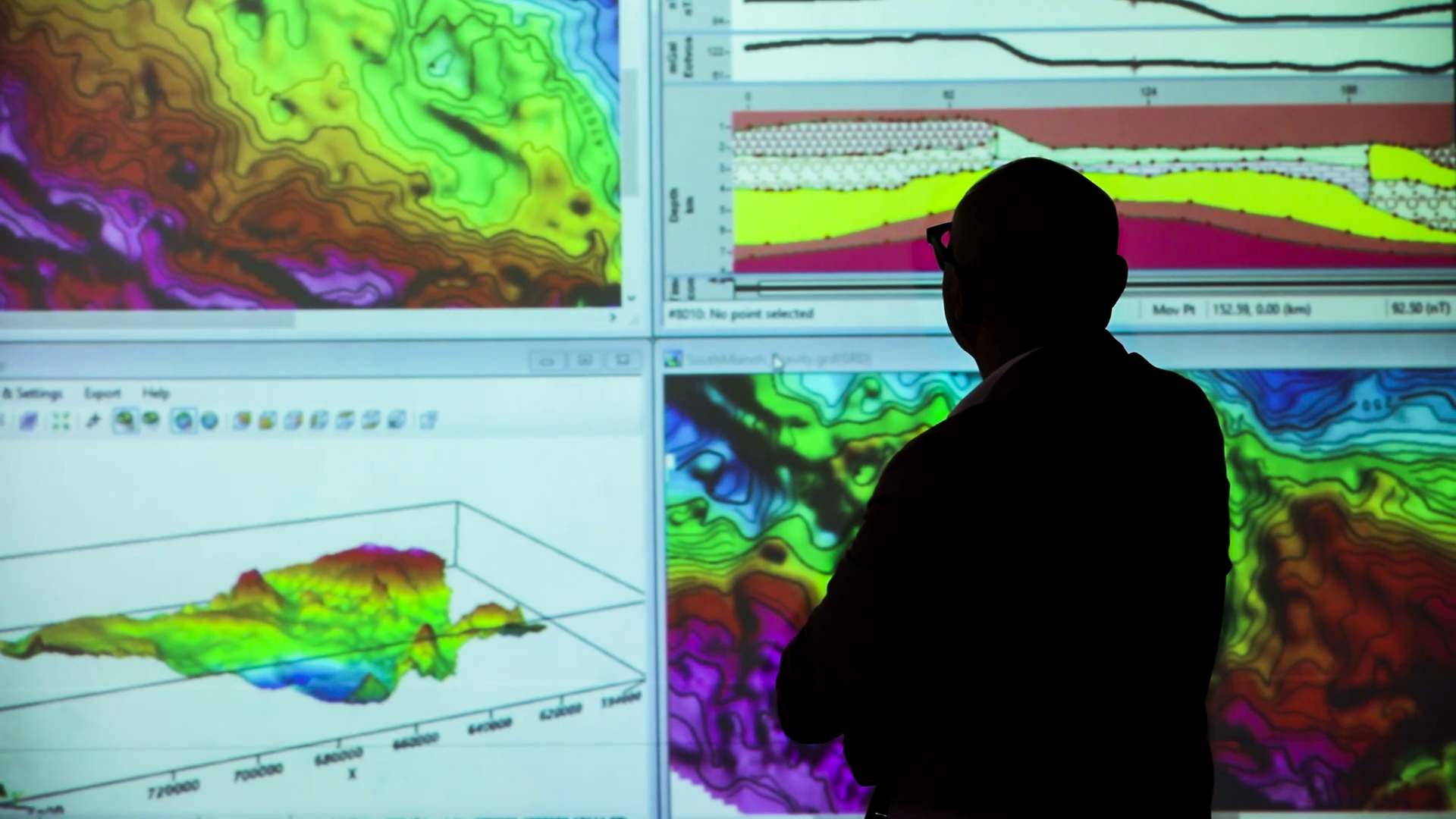

این کسب‌و‌کار شرکت انرژی دانا در سال ۱۳۹۴ قرارداد راهبردی با CGG Services SA فرانسه برای همکاری در تعریف، اجرا و پیاده‌سازی پروژه‌های جمع‌آوری و پردازش داده‌های لرزه‌ای خشکی در ایران منعقد کرد. شرکت انرژی دانا فعالیت‌های بین‌المللی خود در حوزه خدمات ژئوفیزیک را با اجرای پروژه‌هایی در پاکستان آغاز کرد. در این چارچوب، عملیات برداشت داده‌های لرزه‌ای سه‌بعدی در مناطق راتانا و صدیق‌آباد، و همچنین برداشت داده‌های دوبعدی در منطقه هیسال انجام شد. اجرای این پروژه‌ها، گامی مؤثر در گسترش خدمات ژئوفیزیک انرژی دانا به فراتر از مرزهای ملی به‌شمار می‌آید. 
خدمات ژئوفیزیک انرژی دانا با بهره‌گیری از تیمی متشکل از پرسنل ماهر، سخت‌افزار، تجهیزات و نرم‌افزار مدرن، همچنین مدیریتی دانش‌محور، طیف گسترده‌ای از راه‌حل‌های ژئوفیزیک را ارائه می‌دهد. این خدمات شامل جمع‌آوری داده‌های لرزه‌ای و غیر‌لرزه‌ای، پردازش داده‌ها، تفسیر داده‌ها و تعیین مشخصات مخزن است.
خدمات لرزه‌نگاری انرژی دانا، برداشت داده‌های لرزه‌ای دوبعدی و سه‌بعدی را برای زمین‌های مختلف با طراحی پیشرفته و تکنیک‌های پردازش در محل، ارائه می‌دهد. متخصصان خبره و ظرفیت‌های سخت‌افزاری و نرم‌افزاری به‌روز، شرکت را قادر می‌سازد تا طیف گسترده‌ای از روال‌های پردازش و تکنیک‌های پیشرفته را به‌کار بندند؛ روش‌ها و روال‌هایی چون تفسیر ساختاری و چینه‌شناسی، ساخت مدل سرعت، تجزیه و تحلیل عدم‌قطعیت زیرسطحی، مدل‌سازی فیزیک سنگ و غیره. 
در حوزه خدمات غیر‌لرزه‌ای نیز، خدمات ژئوفیزیک انرژی دانا راه‌حل‌ها و راه‌کارهای گوناگونی را در سبد خود دارد؛ از طراحی نقشه‌برداری گرفته تا جمع‌آوری داده‌ها، پردازش و تفسیر زمین‌شناسی. برای ارائه خدمات غیرلرزه‌ای ناوگان مجهزی از تجهیزات غیرلرزه‌ای صنعت نفت، دربرگیرنده گرانش‌سنج، مغناطیس‌سنج، سنسورهای لرزه‌ای غیرفعال و غیره، در اختیار انرژی داناست. تیم غیر‌لرزه‌ای آموزش‌دیده این شرکت از پیشرفته‌ترین نرم‌افزارها برای برآورده کردن نیازهای مشتری استفاده می‌کند. این کسب‌وکار چندین پروژه گرانشی/مغناطیسی را نیز در زمینه اکتشاف نفت و گاز، در سطح ملی و بین‌المللی، به پایان رسانده‌ است. 

##### برخی از پروژه‌ها
پروژه برداشت داده‌های لرزه‌نگاری دوبعدی و سه‌بعدی سیلک، به‌منظور اکتشاف منابع هیدروکربوری و ارزیابی ارتباط مخازن سیلک و چهارطاقی، در بازه زمانی ۱۴۰۱ تا ۱۴۰۲ در محدوده کویر مرنجاب و به کارفرمایی مدیریت اکتشاف شرکت ملی نفت ایران توسط شرکت انرژی دانا اجرا شد. این پروژه در وسعتی به میزان ۵۰۰ کیلومتر مربع در بخش سه‌بعدی و ۱۵۰ کیلومتر در بخش دوبعدی به انجام رسید و حدود دو ماه زودتر از زمان‌بندی به پایان رسید. عملیات با ترکیبی از چشمه‌های ویبراتوری و دینامیتی انجام شد و رکورد ۳۰۷ شوت در یک روز (شامل ۱۵۹ دینامیتی و ۱۴۸ ویبراتوری) در بخش دوبعدی به ثبت رسید. با وجود چالش‌های زیست‌محیطی و اقلیمی، پروژه بدون حادثه و با ثبت بیش از ۶۲۸٬۰۰۰ نفر–ساعت عملیات، به پایان رسید.
پروژه برداشت داده‌های لرزه‌نگاری سه‌بعدی هفتکل–نفت سفید، که در بازه زمانی سال‌های ۱۴۰۱ تا ۱۴۰۳ اجرا شد، به‌عنوان یکی از بزرگ‌ترین پروژه‌های لرزه‌نگاری خشکی در کشور، به مدیریت اکتشاف شرکت ملی نفت ایران و اجرای انرژی دانا، در پهنه‌ای به وسعت ۲۲۵۰ کیلومتر مربع در استان خوزستان، ۱۰ ماه زودتر از زمان‌بندی با موفقیت به پایان رسید. این پروژه که شهرستان‌های هفتکل، رامهرمز، باوی، شوشتر، مسجد سلیمان و باغملک را دربرمی‌گرفت، با ثبت چندین رکورد ملی همراه بود: از جمله حفاری ۱۰٬۷۵۳ چاله و برداشت ۱۰٬۰۰۱ شوت لرزه‌ای در یک ماه، همچنین بیشینه راندمان روزانه در نقشه‌برداری با ۱۳۷۱ نقطه و حفاری با ۴۴۴ چاله در یک روز. این پروژه علاوه بر جنبه‌های فنی، از نظر تعامل با جوامع محلی و مدیریت چالش‌های توپوگرافی نیز دارای ابعاد قابل توجهی بوده و به‌عنوان تجربه‌ای موفق در اجرای عملیات لرزه‌نگاری در مناطق پیچیده جغرافیایی در صنعت انرژی ایران مطرح است.
پروژه لرزه‌نگاری سه‌بعدی میدان نفتی پایدار شرق، از جدیدترین پروژه‌های ژئوفیزیکی شرکت انرژی دانا است که در مرداد ۱۴۰۳ آغاز شد. این پروژه به کارفرمایی شرکت  ZN Vostok و با هدف برداشت داده‌های دقیق لرزه‌نگاری برای توسعه و مدیریت بهینه میدان پایدار شرق در استان‌های ایلام و خوزستان در حال اجراست. محدوده عملیاتی پروژه ۵۵۶ کیلومتر مربع را در بر می‌گیرد و با توجه به موقعیت جغرافیایی خاص و قرار داشتن در مناطق آلوده به مین‌های باقی‌مانده از جنگ، عملیات مین‌زدایی آن با همکاری مرکز مین‌زدایی کشور انجام شده است. مرحله فیلد تست پروژه در آبان ۱۴۰۳ با موفقیت به پایان رسید و اجرای کامل عملیات در بازه زمانی ۱۷ ماهه برنامه‌ریزی شده است.

#### حفاری ژئوتکنیک
در زمینه حفاری ژئوتکنیک، انرژی دانا با گرد هم آوردن جمعی از کارشناسان خبره و مجموعه‌ای جامع از تجهیزات حفاری، به شرکت‌های ژئوفیزیک و معدن، ارائه خدمت می‌کند. در پاسخ به نیازهای متنوع بازار، این شرکت فعالانه در حال تنوع بخشیدن به سبد خدمات خود است.

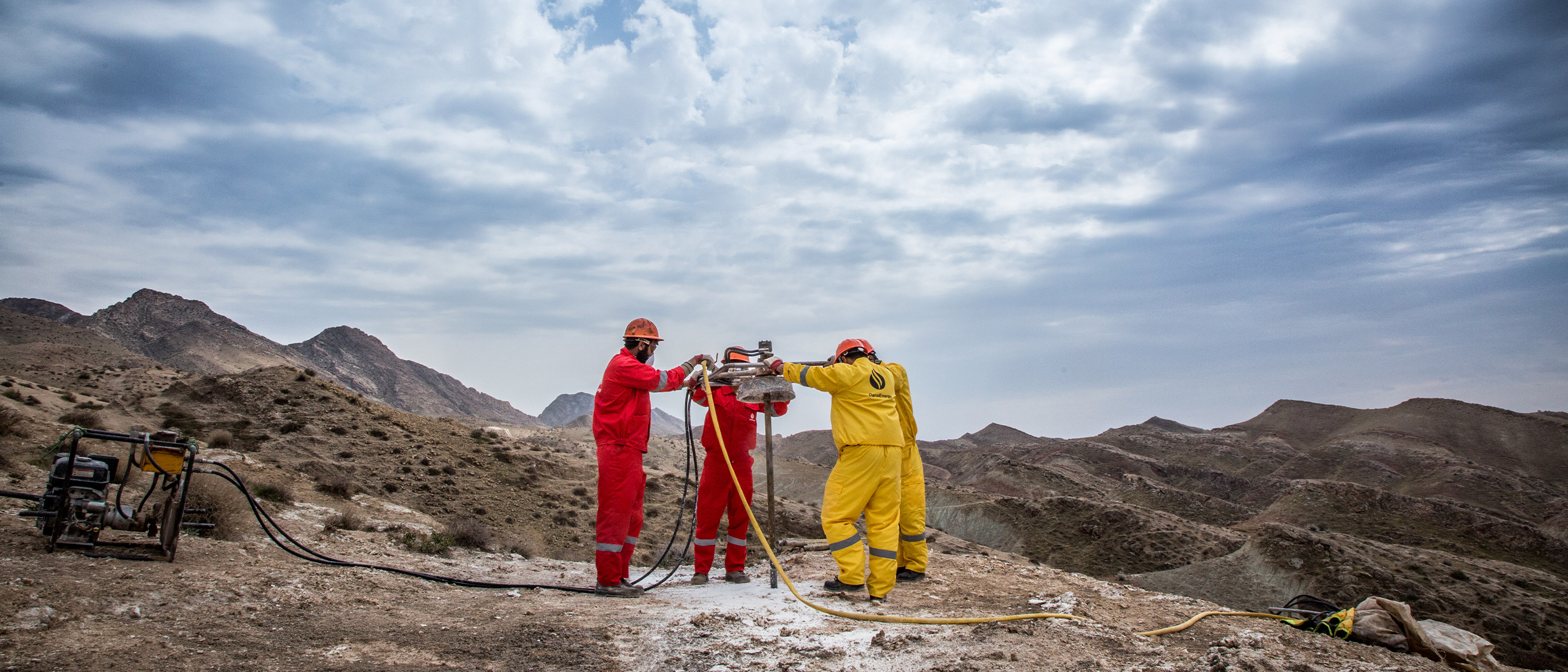

کانون فعالیت‌های ژئوتکنیکی انرژی دانا حول حفاری چاله‌های لرزه‌نگاری، برای پروژه‌های اکتشافی نفت و گاز، دور می‌زند. تجربه شرکت انرژی دانا در این حوزه کاری در کنار توانمندی فنی و مجموعه وسیعی از دارایی‌ها و تجهیزات، این شرکت را قادر می‌سازد در مناطق مختلف جغرافیایی و توپوگرافیک، از جمله مناطق کوهستانی چالش‌برانگیز که نیازمند استفاده از هلیکوپتر است، فعالیت کنند. دارایی شرکت شامل دو کامیون حفاری سنگین (Buggy)، هشت دستگاه تراکتور حفاری (HY-T100)، ۴۰ دستگاه حفاری قابل حمل و جداشدنی (DORFAK)، ۴۰ دستگاه حفاری قابل حمل و جداشدنی (Agile)، ۱۰ کمپرسور حفاری قابل حمل بهینه‌شده برای حمل با هلیکوپتر، بیش از ۸۰ دستگاه کمپرسور فشار قوی متناسب با شرایط مختلف توپوگرافیک و کوهستانی با دسترسی محدود و همچنین موجودی قابل توجهی از لوازم حفاری و تجهیزات جانبی.  
علاوه بر این، این کسب‌وکار دارای مجوزهایی در سیستم مدیریت یکپارچه (IMS)، سیستم مدیریت کیفیت HSE-MS و مطابق با استانداردهای ISO از جمله ISO14001:2015، ISO9001:2015 و ISO45001:2018 است.

#### عملیات حفاری
در عملیات حفاری، شرکت انرژی دانا، برای خشکی و دریا،‌ راهکارهای تخصصی ارائه می‌کند؛ این تخصص دستاورد بیش از سه‌دهه تجربه است؛ تجربه‌ای متنوع در زمینه‌های گوناگونی چون مهندسی چاه، حفاری خشکی/دریایی، خدمات چاه، مدیریت دکل، تدارکات و مهندسی تولید. این طیف متنوع از خدمات پیشنهادی، شرکت را قادر می‌سازد تا پشتیبانی جامعی از مشتریان ارائه دهد و نیازهای عملیاتی مختلفی را برآورده کند.

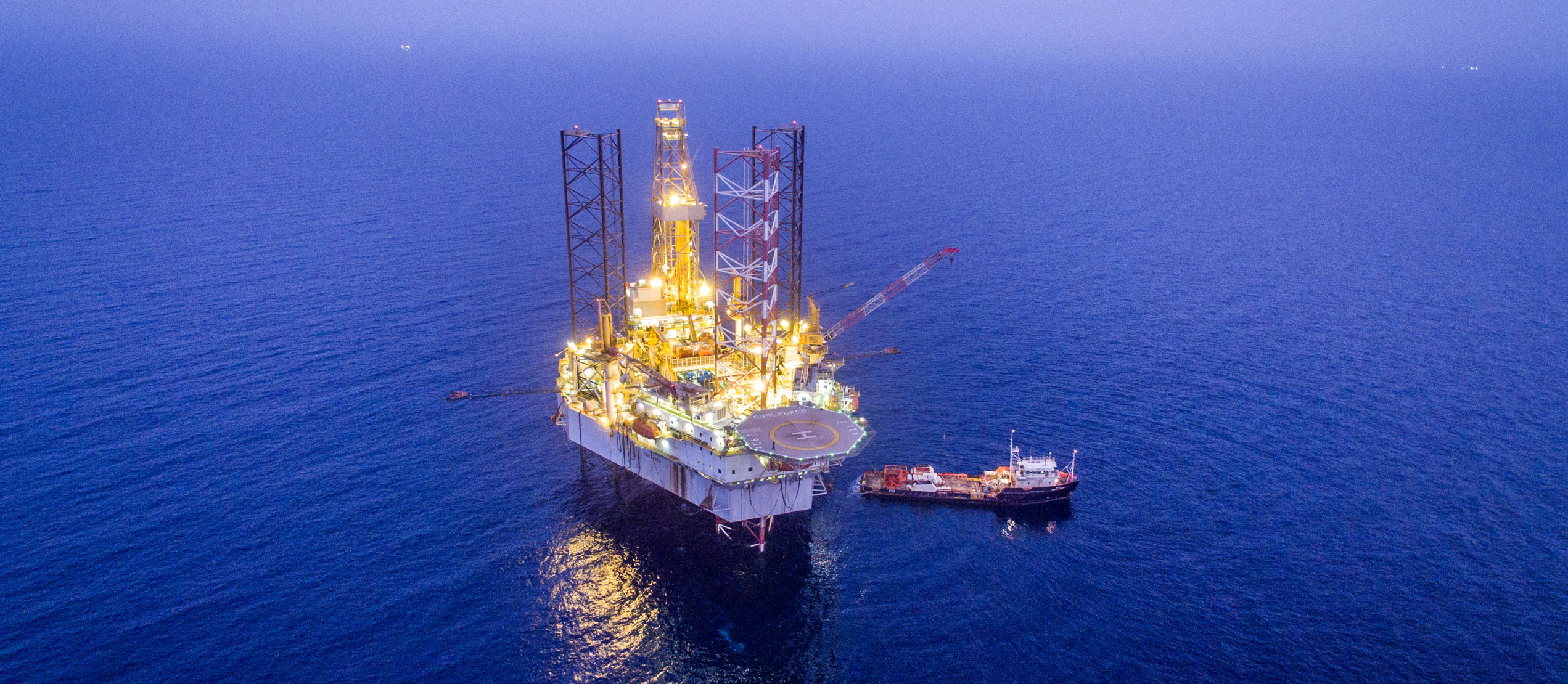

ناوگان حفاری مجهز و خدمه متخصص، این توانمندی را در انرژی دانا ایجاد کرده است تا سطوح بالای عملکردی در هر عملیات را، در عین حفظ ایمنی، محقق سازد. این شرکت در پی انجام تعداد زیادی از پروژه‌های حفاری بزرگ دریایی و خشکی در داخل کشور، چشم‌اندازی از گسترش فعالیت‌ها و خدمات خود، با هدف افزایش حضور در بازار داخلی و منطقه‌ای، دارد.
شرکت در سال ۱۳۸۶ با توسعه فازهای ۱۵ و ۱۶ میدان گازی پارس جنوبی و در پی آن توسعه SPD ۱۷B و ۱۸B، در نخستین تجربه‌های بزرگ حفاری خود وارد شد. این تلاش‌ها منجر به تحویل -مجموعا- ۴۴ حلقه چاه دریایی با ارزش تقریبی ۱.۸ میلیارد دلار شد. از دیگر دستاوردهای مهم انرژی دانا، حفاری عمیق‌ترین چاه عمودی دریایی‌ست که با استفاده از فناوری MLS در پروژه بلال، با موفقیت، به انجام رسید.
این شرکت در پروژه‌های حفاری خشکی، به‌ویژه در میدان‌های آزادگان و نرگسی، همچنین در پروژه‌های تعمیراتی میدان پایدار غرب، به‌عنوان پیمانکار پروژه IPC، موفق بوده است؛ دستاورد اخیر شامل تکمیل و بهره‌برداری از ۱۱ پمپ ESP در حوزه چالش‌برانگیز غرب ایران است. 
پروژه حفاری چندشاخه‌ای (MLT) میدان پایدار غرب در مهر ۱۴۰۲ به شرکت انرژی دانا واگذار شد. این پروژه به سفارش شرکت روسی ZN Vostok اجرا می‌شود و نخستین تجربه به‌کارگیری فناوری حفاری چندشاخه‌ای در ایران به‌شمار می‌آید. محدوده پروژه شامل حفاری دو چاه ارزیابی و چهار چاه تولیدی است و مدت زمان اجرای آن ۲۵ ماه برآورد شده است. تا پایان اردیبهشت ۱۴۰۳، فاز مهندسی به پایان رسید، تأمین تجهیزات به ۷۰ درصد پیشرفت رسید و عملیات حفاری چندشاخه‌ای از آبان ۱۴۰۳ آغاز شد.

#### خدمات چاه
خدمات چاه انرژی دانا راه‌کارهای حفاری و تعمیرات را به مشتریان، در سراسر منطقه، ارائه می‌دهد. این بخش راه‌کارهای انعطاف‌پذیری را در زمینه‌هایی مانند سیمان‌کاری چاه، اسیدکاری، تحریک، سیالات حفاری، مدیریت پسماند حفاری، ابزارهای مخصوص درون‌چاهی، لوله‌های مغزی سیار، فرازآوری توسط نیتروژن و خدمات آزمایشگاهی پیشنهاد می‌دهد. 
خدمات سیمان‌کاری شرکت در توسعه میادین نفت و گاز ایران نقش پررنگی داشته است. این بخش گام‌های نخست خود را در پروژه‌های سیمان‌کاری دریایی در فازهای ۹ و ۱۰ پارس جنوبی برداشت و با گذشت زمان، خدمات خود را به فازهای ۱۵، ۱۶، ۱۷A، ۱۸A، ۱۸B‌ و فازهای ۱۴A، B،‌ C گسترش داد. انرژی دانا به‌عنوان یکی از پیمانکاران معتمد شرکت نفت فلات قاره ایران (IOOC) خدمات سیمان‌کاری پروژه‌های مختلف چاه‌های نفت در خلیج فارس را بر عهده گرفته است. ایجاد یک سرویس جامع سیمان‌کاری خشکی به انرژی دانا این امکان را داده‌ است تا دامنه فعالیت خود را گسترش دهد و با سیلوهای فله سیمان قابل حمل متعدد، برای خدمت‌رسانی به دکل‌های حفاری -به‌صورت شبانه‌روزی- وارد عمل شود.
خدمات تحریک چاه انرژی دانا در سال ۱۳۹۰ آغاز به کار کرده و کسب‌وکار خود را به طیف وسیعی از خدمات گسترش داده است؛ از خدمات بر روی پلت‌فرم برای سکوهای حفاری و تولید دریایی در خلیج فارس گرفته تا تحریک چاه در چاه‌های نفت و گاز متعدد. این خدمات شامل سرویس‌های تمیز‌سازی دهانه چاه‌، اسید‌کاری گسترده ‌و شکاف‌دهی به‌وسیله اسید‌، تزریق حلال‌، فرازآوری چاه به‌وسیله نیتروژن و عملیات تمیز‌سازی و جریان‌دهی چاه است. شرکت انرژی دانا این خدمات را در میادین دریایی از تنگه هرمز و خارک تا بهرگانسر و فروزان با موفقیت ارائه کرده ‌است.
در پاسخ به تقاضاهای در حال تحول بازار، انرژی دانا واحد خدمات حفاری یکپارچه (IDS) را در سال ۱۳۹۹ تأسیس کرد. هدف IDS ارائه طیف گسترده‌ای از خدمات حفاری و تولید است. IDS مجموعه‌ای متنوع از خدمات از جمله لوله مغزی سیار، چاه‌آزمایی سطحی، MOS، H₂S و گل حفاری را ارائه می‌دهد؛ خدماتی که در راستای تنوع استراتژیک سبد محصولات، به‌طور مستمر در حال گسترش‌اند. 
خدمات سیالات چاه در انرژی دانا که تا اواخر سال ۱۴۰۰ به‌صورت برون‌سپاری انجام می‌شد، هم‌زمان با شروع پروژه آزادگان جنوبی، برای اولین‌بار به‌صورت درون‌سازمانی انجام گرفت. در این پروژه، با سود جستن از توان نیروهای فنی و عملیاتی داخلی، کاهش هزینه‌ای بالغ بر ۵۰ درصد نسبت به برون‌سپاری حاصل شد. در پی این تجربه، ارائه سرویس سیالات به پروژه پایدار غرب ۳ نیز در دستور کار قرار گرفت؛ در این راستا ۳ ‌چاه از ۷ چاه این پروژه، با موفقیت و کاهش هزینه چشمگیر، حفاری و تکمیل شد.  
در دی ماه سال ۱۴۰۱ تصمیم بر شروع به‌ساخت و تجهیز اولین مجموعه خدمات مدیریت پسماند حفاری گرفته شد؛ با این مقدمه، خدمات‌رسانی دو سرویس سیالات و مدیریت پسماند حفاری به موازات یکدیگر در اولین چاه پروژه مدیریت اکتشاف (‌چاه اکتشافی چنگوله) ارائه شد؛ پروژه‌ای که به‌دلیل ماهیت اکتشافی در بخش حفاری و تولید حجم بالای پسماند‌های حفاری در بخش سیالات، سخت و چالش‌برانگیز بود، نهایتا با موفقیت به پایان رسید. علاوه بر کاهش هزینه‌ها در بخش سیالات حفاری، در بخش مدیریت پسماند حفاری نیز کاهش هزینه‌ای بیش از ۵۰ درصد نسبت به برون‌سپاری در سه حفره اول محقق شد. 
با عقد قرارداد فی‌مابین انرژی دانا و شرکت نفت فلات قاره ایران، انرژی دانا به اولین شرکت ایران تبدیل شد که دارای یک اسنابینگ یونیت جهت انجام تعمیرات و ارائه‌ تجهیزات اجاره‌ای برای پروژه‌های مختلف، در میادین خلیج فارس، است.

#### مته و تجهیزات درون‌چاهی
انرژی دانا تامین‌کننده انواع مته‌‌ها و ابزارهای حفاری در صنعت نفت و گاز است. محدوده محصولات این شرکت شامل مته‌های الماسه، مته‌های سه‌کاجه، مته‌‌های دو‌مرکزی، مته‌‌های مغزه گیری و مته‌‌های ترکیبی خاص است؛ علاوه بر این‌ها، مجموعه گسترده‌ای از ابزارهای حفاری توسط این کسب‌و‌کار ارائه می‌شود که از آن دست می‌توان از ویپ استاک، ریمر و ابزار حفاری پیشرفته نام برد.
در زمینه خدمات حفاری، مته‌ تجهیزات درون‌چاهی دانا، اولین ارائه دهنده خدمات حفاری یکپارچه، برای انواع چاه‌هاست. در عین حال، در مسیر یکپارچه‌سازی خدمات، خدمات حفاری جهت‌دار، MWD/LWD و RSS و خدمات مختلف دیگری را به سبد خود افزوده است.

#### تجهیزات نفتی
کارخانه تجهیزات نفتی انرژی دانا

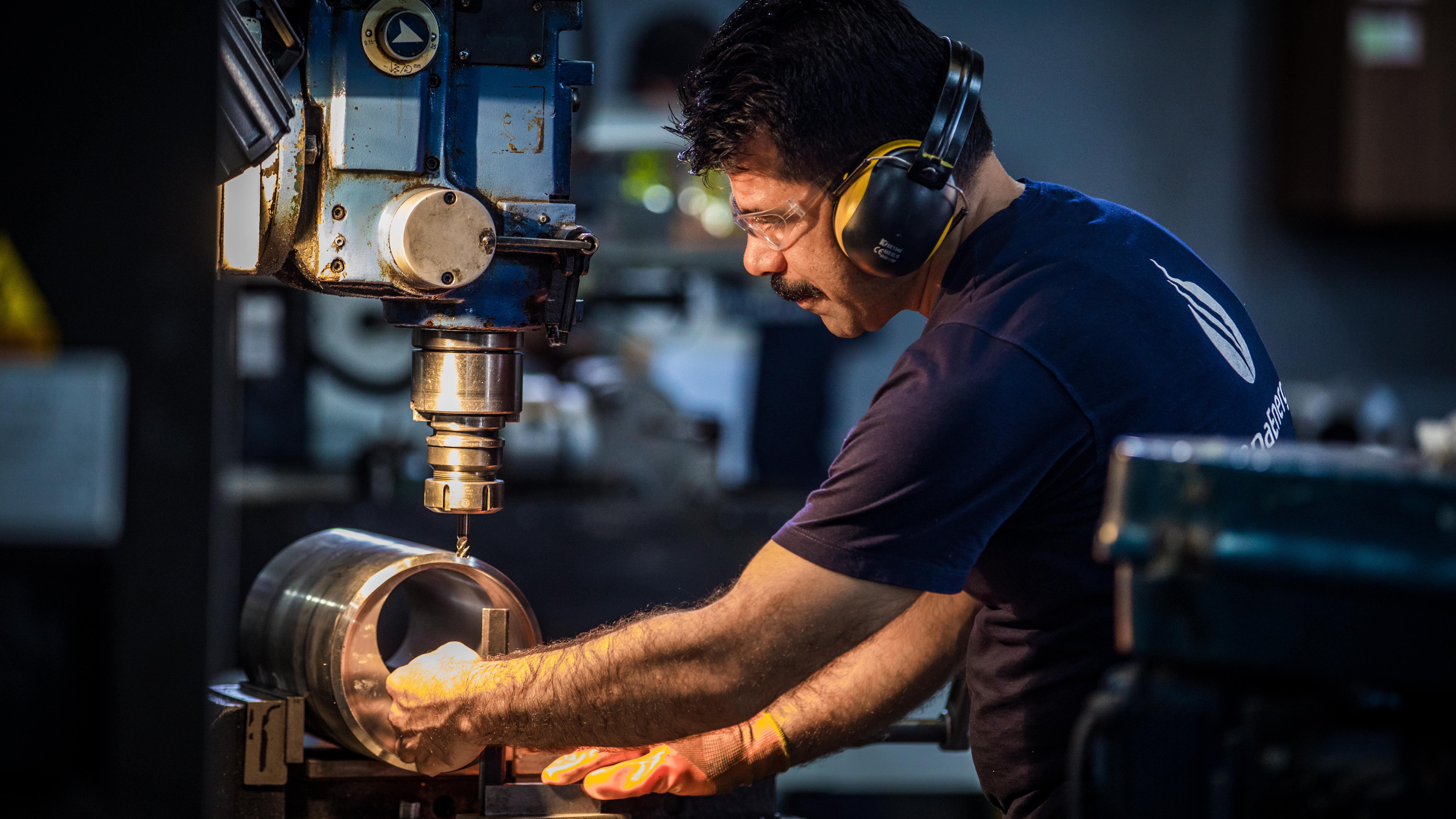

در کنار افزایش فعالیت‌های حفاری، تجهیزات نفتی انرژی دانا در زمینه تولید تجهیزات نفتی و ارائه آن به صنعت نفت و گاز کشور فعالیت می‌کند. تجهیزات نفتی انرژی دانا با تعهد به رفع نیازهای فناورانه کشور در قالب سبد کاملی از تولیدات مورد نیاز صنعت حفاری، ارزش قابل توجهی را با استفاده از توان‌مندی‌های فنی و تولیدی خود ایجاد کرده است. این کسب‌و‌کار، در حال حاضر، با تمرکز بر توسعه ابزارها و رشته‌‌های تکمیلی چاه‌های نفت و گاز، با چشم‌انداز پیشبرد مرزهای تولید در بخش حفاری، رو به پیشرفت و توسعه است. 
در راستای توسعه سبد محصول کارخانه تجهیزات نفتی انرژی دانا، این موارد را می‌توان برشمارد: در زمینه توسعه تجهیزات رشته‌های تکمیلی چاه (Completion) تولید پکرهای دایمی (Permanent Packer) با فشار کاری 10.000 پی‌اس‌آی، پکر‌های قابل بازیافت ‌(Retrievable Packer)،‌ پکرهای دوگانه،‌ شیرهای ایمنی TRSV و همین‌طور لاینر هنگر (Liner Hanger) با سطح استاندارد کیفی بالا؛ در مورد اخیر، تولید هنگر چرخشی نیز، به‌منظور دست‌یابی به سیمان‌کاری یک‌دست در چاه‌ها، در دستور کار مجموعه قرار گرفته است.
اخذ گواهی‌نامه‌های استاندارد برای تجهیزات مختلف، مطابق با معیارهای مؤسسه API، از جمله دستاوردهای اخیر بوده است. از جمله این موارد می‌توان به دریافت گواهی Design Validation سطح V3 برای شیر ایمنی TRSV و پکر قابل بازیافت، همچنین گواهی سطح V1-Q1-F1 برای تجهیز Side Pocket Mandrel (SPM) اشاره کرد. با این‌حال، شاید مهمترین دستاورد در این میان، موفقیت در آزمون صحه‌گذاری طراحی در سطح V0 برای پکر دائمی باشد که برای نخستین‌بار در کشور، شرکتی نائل به اخذ آن شده است؛ تستی با پیچیده‌ترین و سخت‌گیرانه‌ترین معیارها که تست‌بنچ (تجهیزات تست) آن توسط متخصصان توانمند کارخانه، طراحی و ساخته شده است. 

#### رزوه‌زنی
رزوه‌زنی انرژی دانا یکی از سرویس‌دهندگان باسابقه و پیشرو در تأمین کالا و خدمات باکیفیت در حوزه نفت و گاز است. این شرکت طیف گسترده‌ای از لوله‌های مغزی (tubing) و جداری (casing) را با اتصالات API و پریمیوم (Premium) ارائه می‌دهد. این محصولات در اندازه‌های مختلف، از قطر خارجی 2.7/8 اینچ تا 20 اینچ، در دسترس هستند.
محصولات و خدمات این شرکت از مواد متنوعی شامل لوله‌های کروم گرید، لوله‌های فولاد کربنی و لوله‌های آلیاژی پیشرفته طراحی و ارائه می‌شوند. این مواد برای کاربردهای مختلف، از انتقال نفت و گاز تا حفاری چاه‌های پیچیده، تولید شده و مطابق با استانداردهای API 5CT طراحی و ساخته شده‌اند. در سبد محصولات و خدمات رزوه‌زنی انرژی دانا، گریدهای تخصصی برای رفع نیازهای چاه‌های عمیق و چاه‌های گاز ترش (Sour Gas Wells) با ویژگی‌های مقاومت بالا در برابر فروپاشی (High Collapse Properties) نیز موجود است.
کارخانه رزوه‌زنی انرژی دانا دارای خط تولیدی کاملاً مجهز است که تمامی مراحل تولید محصولات OCTG را شامل می‌شود. این مراحل از رزوه‌کاری انواع لوله با اتصالات پریمیوم و Phantom-HC™ برای کیسینگ و تیوبینگ، تا تولید اتصالات یکپارچه پریمیوم برای لوله‌های تقویت‌شده (Upset Tubing)، علامت‌گذاری نهایی و بسته‌بندی را در بر می‌گیرد.

#### راه‌هکارهای دکل
در سال ۱۴۰۳، شرکت انرژی دانا کسب‌وکار راهکارهای دکل را به‌عنوان زیرمجموعه‌ای از بخش خدمات میادین نفتی خود راه‌اندازی کرد. این کسب‌وکار بر مدیریت، نوسازی، اصلاح و تأمین قطعات دکل‌های حفاری تمرکز دارد و علاوه بر پشتیبانی از عملیات داخلی شرکت، به مشتریان بیرونی از جمله شرکت‌های تابعه شرکت ملی نفت ایران (NIOC) نیز خدمات ارائه می‌دهد. پایگاه عملیاتی و نگهداری این واحد در اهواز مستقر است و با تولیدکنندگان داخلی دارای گواهی API همکاری می‌کند. فعالیت‌های این بخش شامل تأمین تجهیزات حفاری، تعمیرات اساسی دکل‌ها و پشتیبانی زنجیره تأمین می‌باشد.

### سرمایه‌گذاری
بخش سرمایه‌گذاری انرژی دانا با تسهیل تصمیمات تجاری استراتژیک، نقشی محوری در تحقق ماموریت این شرکت خصوصی در حوزه انرژی ایفا می‌کند. این شرکت بنا به ماهیت پویای خود، به بهینه‌سازی سبد سرمایه‌گذاری خود، با تأکید ویژه بر حق مالی سهامداران اقلیت می‌پردازد. علاوه بر این، انرژی دانا با گسترش گزینه‌های تامین مالی و ارائه بینش‌های مالی ارزشمند و خدمات مشاوره‌ای برای سرمایه‌گذاری و تصمیم‌های استراتژیک، فعالانه به شرکت‌های وابسته خود کمک می‌کند. نوآوری که هسته اصلی همه تلاش‌ها این بخش از کسب‌و‌کار است، بر جنبه‌هایی مانند معیارهای ارزیابی کسب‌وکار و سرمایه‌گذاری، گزینش استارت‌آپ و نظارت مستمر تأثیر می‌گذارد.

#### امور مالی شرکتی
انرژی دانا طیف وسیعی از خدمات مالی را به شرکت‌های تابعه و مشتریان خود ارائه می‌دهد که شامل تامین مالی، آماده‌سازی برای عرضه اولیه سهام، ارزیابی مالی، مشاوره، ارتقای دانش و ارزیابی و گزارش‌دهی عملکرد پرتفولیو‌ست. این شرکت مشاوره مالی برای پروژه‌های سرمایه‌گذاری ارائه می‌دهد؛ مشاوره در زمینه‌های چون توسعه مدل‌های مالی جامع قیمت‌گذاری مناقصه و ارزیابی‌های مالی برای ادغام و مالکیت (M&A) بالقوه یا سایر فرصت‌های توسعه ارگانیک. این شرکت با خبرگی در فرآیندهای انتشار اوراق بهادار و مذاکرات با مقامات و موسسات مالی، نظر تخصصی خود را در مورد بازار اوراق بهادار با درآمد ثابت و راه‌حل‌های سفارشی برای مذاکره با ارائه‌دهندگان خدمات مالی به اشتراک می‌گذارد.

#### سهام عمومی
بخش سرمایه‌گذاری انرژی دانا با داشتن دانش عمیق از بخش انرژی، شبکه گسترده و قابلیت‌های تصمیم‌گیری چابک در بخش خصوصی انرژی کشور، خدمات مدیریت سرمایه‌گذاری داخلی را با تمرکز بر سهام خصوصی و سهام عمومی ارائه می‌دهد. خط‌مشی سرمایه‌گذاری شرکت شامل سرمایه‌گذاری در شرکت‌های نفت و گاز، پتروشیمی و مدیریت نقدینگی پرتفولیوی کوتاه مدت، از طریق سرمایه‌گذاری با درآمد ثابت، است. انرژی دانا تحلیل‌های منظم بازار را به مدیریت ارشد ارائه می‌دهد و به‌طور مداوم بازارهای مالی و کالایی را در مقیاس ملی و جهانی رصد می‌کند.

#### سهام خصوصی
مزرعه خورشیدی لار، استان فارس، ایران
انرژی دانا، به‌عنوان یک بازیگر مهم در بخش بالادستی صنعت نفت و گاز، فعالانه به‌دنبال فرصت‌های توسعه در زنجیره ارزش خود است. این شرکت مشتاق است تا با شرکت‌های معتبر دارای دارایی‌های مکمل، مشارکت‌های استراتژیک ایجاد کند تا از این مجرا سهم بازار خود را در بزرگترین منابع انباشته نفت و گاز جهان افزایش دهد. انرژی دانا مجموعه‌ای از شرکت‌ها را با هدف تبدیل به یک شرکت انرژی یکپارچه سرپرستی می‌کند و به‌طور مداوم مترصد فرصت‌های سرمایه‌گذاری مشترک است تا از طریق ادغام دارایی‌ها، سرمایه این شرکت‌ها را بهینه کند.
عملکردهای کلیدی برای ورود انرژی دانا در سرمایه‌گذاری‌های جدید، شامل نظارت، تجزیه و تحلیل و بهینه‌سازی پرتفولیو، انجام بررسی‌های لازم در مورد پیشنهادات سرمایه‌گذاری جدید و هدایت نوآوری در زنجیره ارزش انرژی داناست. این شرکت متعهد به تقویت روابط دوجانبه سودمند با شرکای خارجی و ارائه راهکارهای مالی نوآورانه برای مقابله با چالش‌هاست. علاوه بر این، انرژی دانا سرمایه‌گذاری‌هایی را در کسب‌وکارهای جذب کربن، مزرعه خورشیدی و مایع‌سازی اتان انجام داده است که با اهداف پایداری جهانی و گذار به منابع انرژی تجدیدپذیر و سبز همسویی دارد؛ اقداماتی که همگی با هدف افزودن ارزش ملموس به شرکت‌های زیرمجموعه صورت می‌پذیرد.

#### اقدامات اخیر
در اردیبهشت ۱۴۰۴، شرکت انرژی دانا در جریان بیست‌ونهمین نمایشگاه بین‌المللی نفت، گاز، پالایش و پتروشیمی، قراردادی به ارزش یک‌هزار میلیارد تومان با صندوق پژوهش و فناوری صنعت نفت امضا کرد. موضوع این قرارداد، ارائه مشاوره تأمین مالی از محل اوراق گواهی سپرده خاص نفتی برای طرح‌های توسعه سرمایه‌گذاری این شرکت است. این ابزار مالی نوین با همکاری بانک‌های بزرگ کشور عملیاتی شده و قرارداد مذکور به‌عنوان یکی از معدود قراردادهای بزرگ در این چارچوب، انرژی دانا را در کنار مجموعه‌هایی نظیر هلدینگ خلیج فارس قرار داده است. این اقدام بخشی از رویکرد انرژی دانا در بهره‌گیری از ابزارهای نوین مالی برای تأمین منابع پروژه‌های راهبردی در حوزه نفت و گاز است.

## پایداری
انرژی دانا متعهد به پایداری از طریق خدمات مسئولانه و باکیفیت است. رویکرد این شرکت شامل ارزیابی‌های زیست‌محیطی، به‌حداقل رساندن تأثیرات عملیاتی و حمایت از جوامع محلی‌ست. این شرکت رویه‌های خود را با اهداف توسعه پایدار سازمان ملل متحد (SDGs) هماهنگ می‌کند و مشارکت‌های قابل‌توجهی در راستای اهداف توسعه پایدار انجام داده است. شرکت انرژی دانا به‌طور مستمر تلاش‌های خود را در قبال تأثیرات مثبت اجتماعی، زیست محیطی و اقتصادی، ارزیابی و نظارت می‌کند.
بازیابی کربن
کارخانه کربن بارد، تهران
کارخانه کربن بارد که در سال ۱۳۸۲ تاسیس شد، در ضلع شرقی پالایشگاه نفت تهران واقع شده است، جایی که به‌طور مستقیم انتشار CO2 را برای تولید CO2 مایع خالص دارای کاربردهای صنعتی و غذایی جمع‌آوری می‌کند. کارخانه کربن بارد اولین کارخانه در کشور است که از روش بازیافت برای تولید دی‌اکسید‌کربن مایع استفاده کرده است و از این طریق، به پالایشگاه نفت تهران کمک می‌کند تا علاوه بر زیرو فلرینگ، انتشار CO2 را کاهش دهد. سرمایه‌گذاری انرژی دانا در کربن بارد منجر به پیشرفت‌های قابل توجهی از جمله جایگزینی مدیرعامل و تغییر در تیم فنی؛ تغییراتی که عملیات پایدار و افزایش ده برابری نرخ تولید (به ۸۰ درصد ظرفیت اسمی) را حاصل داد. فرآیندهای خالص‌سازی کارخانه تضمین می‌کند که CO2 تا سطوح حدود ۹۹.۹٪ تصفیه و سپس فشرده، سرد و برای توزیع ذخیره می‌شود. ظرفیت اسمی تولید فعلی کارخانه ۱۰۰ تن CO2 مایع در روز است و برنامه‌هایی نیز برای ارتقای تجهیزات و توسعه اقلام تولیدی از جمله یخ خشک در دستور کار است. این استراتژی بلندمدت با همکاری انرژی دانا، با هدف جذب و بازیابی کل انتشار CO2 از پالایشگاه نفت تهران، کمک شایانی به سرمایه‌گذاری‌های پایدار و فناوری سبز است. 
بر اساس داده‌های ارائه‌شده توسط EcoTree و آژانس محیط‌زیست اروپا (EEA)، یک درخت بالغ می‌تواند به‌طور متوسط سالانه حدود ۲۲ کیلوگرم دی‌اکسید کربن جذب کند. بنابراین، فعالیت یک‌ساله این کارخانه معادل جذب بالغ بر ۲۷٬۳۷۵ تُن دی‌اکسید کربن است؛ مقداری که برابر است با میزان کربن جذب‌شده توسط حدود ۱٬۲۴۴٬۳۱۸ درخت بالغ در یک سال. این تلاش‌ها با تعهد شرکت انرژی دانا به اقدامات اقلیمی مثبت و سرمایه‌گذاری در فناوری‌های سبز همسو است.
مزرعه خورشیدی

برای افزایش تنوع پرتفوی شرکت و بهره‌برداری از منابع انرژی تجدیدپذیر، انرژی دانا پس از انجام مطالعات امکان‌سنجی فنی و اقتصادی دقیق، در نیروگاه‌های تجدیدپذیر سرمایه‌گذاری کرد. نیروگاه خورشیدی کورده با ظرفیت ۱۰ مگاوات، در ۱ تیر ۱۳۹۸ با موفقیت به شبکه سراسری برق کشور متصل شد و نقطه عطف مهمی را رقم زد. برق تولیدی این تاسیسات طبق قرارداد خرید برق تجدیدپذیر (PPA) با وزارت نیرو، در یک دوره بیست ساله تامین خواهد شد. 

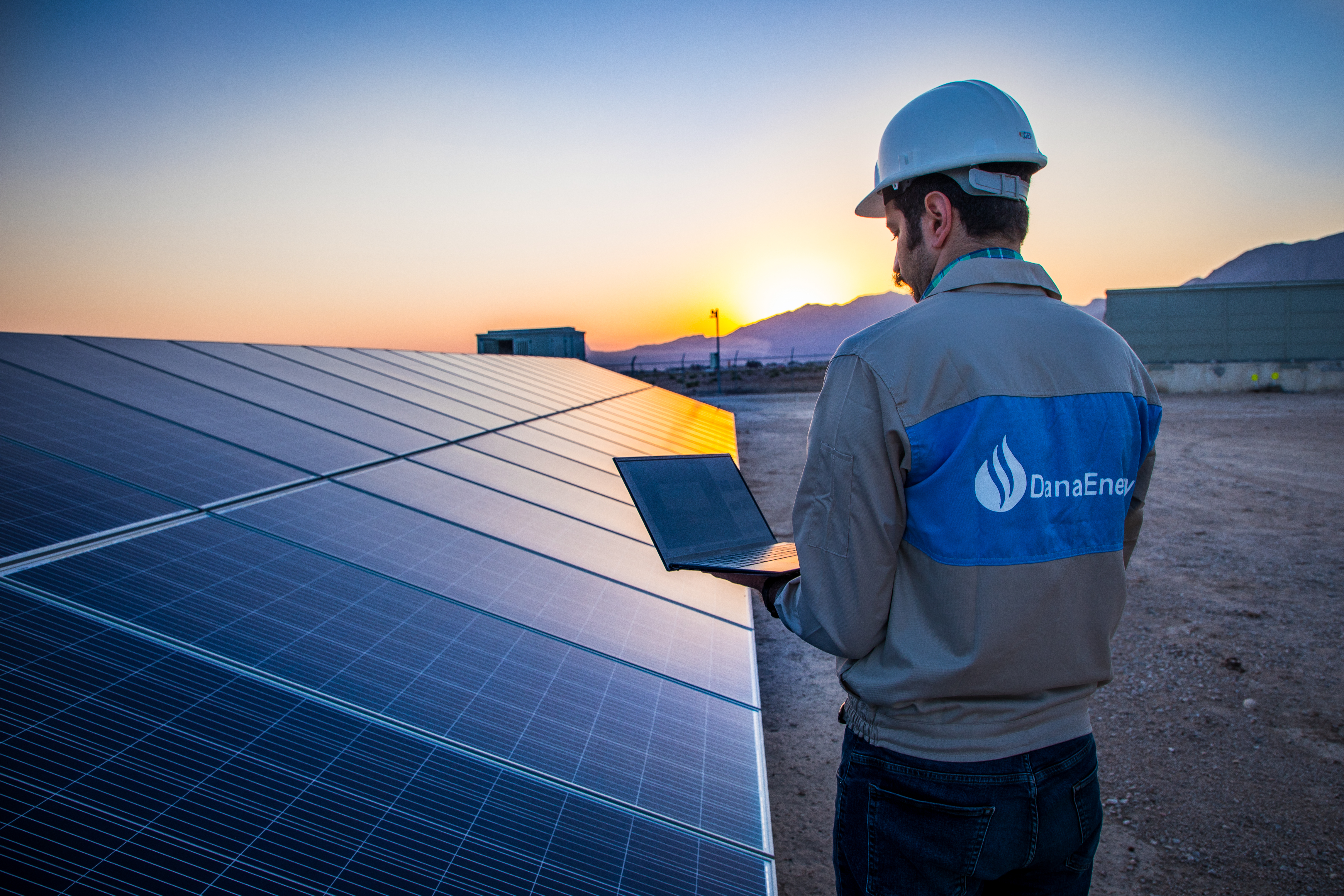

نیروگاه خورشیدی کورده در زمینی به مساحت ۲۰ هکتار در نزدیکی روستای کورده در شهرستان لار، استان فارس احداث شده است که ۱۵ هکتار آن به سازه‌ها و ماژول‌های فتوولتائیک اختصاص دارد. این مجموعه شامل بیش از ۳۰٬۰۰۰ پنل خورشیدی ۳۲۵ وات و ۶۶ اینورتر است که جریان مستقیم (DC) را به جریان متناوب (AC) برای اتصال به شبکه تبدیل می‌کنند.
این کارخانه از پاک‌کننده‌های رباتیک برای حفظ کارایی پنل با حذف گرد و غبار سطح استفاده می‌کند. در روزهای آفتابی، نیروگاه -تقریباً- ۵۰ مگاوات‌ساعت برق تولید می‌کند که میانگین تولید سالانه آن ۲۰ گیگاوات ساعت برآورد می‌شود.
- وبگاه رسمی شرکت انرژی دانا بایگانی‌شده  در ۱۱ اوت ۲۰۱۵ توسط Wayback Machine